# Physoconops atrofemorus
Physoconops atrofemorus är en tvåvingeart som beskrevs av Camras 1963. Physoconops atrofemorus ingår i släktet Physoconops och familjen stekelflugor.
Artens utbredningsområde är Bahamas. Inga underarter finns listade i Catalogue of Life.